# 15148 Michaelmaryott
15148 Michaelmaryott è un asteroide della fascia principale. Scoperto nel 2000, presenta un'orbita caratterizzata da un semiasse maggiore pari a 2,2524965 UA e da un'eccentricità di 0,1137389, inclinata di 6,18461° rispetto all'eclittica.